# Pierre Gédéon de Nolivos
Pierre Gédéon de Nolivos, né le 23 novembre 1714 à Léogâne (Saint-Domingue), et mort le 6 décembre 1794 à Pau, est un militaire, planteur esclavagiste et administrateur colonial français. Il est gouverneur de la Guadeloupe de 1765 à 1768, et de Saint-Domingue de 1769 à 1772.

## Biographie

### Créole de Saint-Domingue

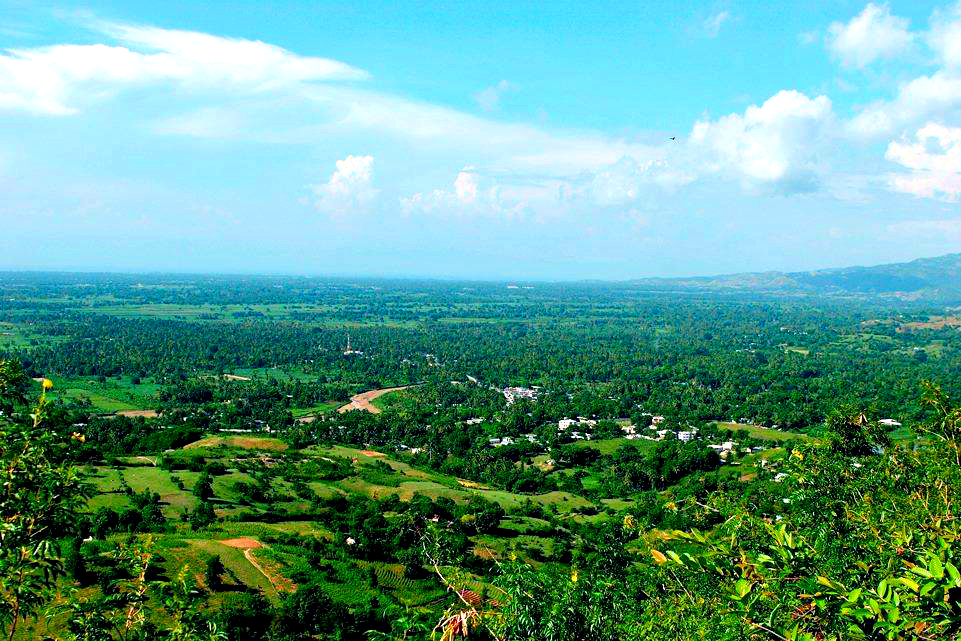
Vue de Léogâne à Haïti.

Le créole blanc Pierre Gédéon René, comte de Nolivos, naît le 23 novembre 1714 dans la paroisse Sainte-Rose de Léogane (colonie de Saint-Domingue, actuelle Haïti), où il est baptisé le 17 décembre 1716. Il est le fils de Pierre Gédéon de Nolivos († 1732), capitaine d'une compagnie franche de la Marine, enseigne des vaisseaux du roi et colon-planteur installé à Saint-Domingue depuis 1708, et de Renée Giet, veuve Bineau (1683-1756), riche créole blanche. La famille de Nolivos, hugenots anoblis au XVIe siècle par la reine de Navarre Jeanne d'Albret, est originaire de Bideren et de Sauveterre-de-Béarn.
En 1745, le comte de Nolivos est officier de marine dans l’escadre du marquis de Caylus. Devenu capitaine dans le régiment des Gardes françaises, il est nommé gouverneur de la Guadeloupe en 1765, après la mort de Bourlamaque. Il conserve ce poste jusqu'en 1768. Son gouvernement est marqué par de grands travaux d'urbanisme, notamment dans l'ancien bourg de Saint-François. Il met en place le système de distribution de courriers et rétablit les milices à la Guadeloupe et à Marie-Galante.
En 1769, il devient gouverneur de Saint-Domingue. Sur place, il se marie en 1771, à Port-au-Prince, avec la veuve créole blanche Suzanne Marguerite Marcombe (baptisée le 28 août 1714 à Léogâne), propriétaire d'une habitation agricole dans la Plaine du Cul-de-Sac (Sucrerie Nolivos à Croix-des-Bouquets). À l'occasion du mariage, les époux mettent en commun une partie de leurs biens. La valeur totale de cette communauté s'élève à 212 945 livres argent des colonies. Parmi les biens que le comte de Nolivos y met, se trouvent : 46 domestiques esclaves et 26 chevaux, achetés en 1770 depuis son arrivée dans cette colonie et attachés au service du gouvernement ; ainsi que ses chaises et montures, argenterie, ligne de table et meubles meublants. En outre, Suzanne de Marcombe fait donation à son époux d’une habitation caféière, dite Chateauroux, avec 40 « têtes de nègres » et toutes ses appartenances.

### Disgrâce et installation en métropole
En 1771, le duc Étienne-François de Choiseul, à la suite d'humiliations répétées contre Mme du Barry, tombe en disgrâce, entrainant dans sa chute le comte de Nolivos son protecteur. Ce dernier est alors destitué de son poste de gouverneur de Saint-Domingue.

Avec son épouse, le comte quitte la colonie de Saint-Domingue le 14 septembre 1771, accompagné de son neveu le marquis de Nolivos, son secrétaire, son maître d’hôtel, son valet de chambre et sa famille, ainsi que trois esclaves domestiques : Jean Simon (cuisinier), Jean Louis (valet) et Charlotte (mulâtresse). Bien que l'esclavage soit interdit sur le sol de France depuis l'édit de 1315, un autre édit d'octobre 1716, puis la loi de 1738, permettent de retirer l’obtention automatique de la liberté, à condition que les esclaves soient enregistrés à leur arrivée en métropole. En avril 1772, ils débarquent au port de Nantes, puis vont à Angers où réside une partie de la famille de la comtesse, et enfin à Paris, où le comte de Nolivos loue un hôtel particulier rue de la Grange-Batelière, paroisse de la Madeleine de la Ville l'Évêque. 

Résidence parisienne
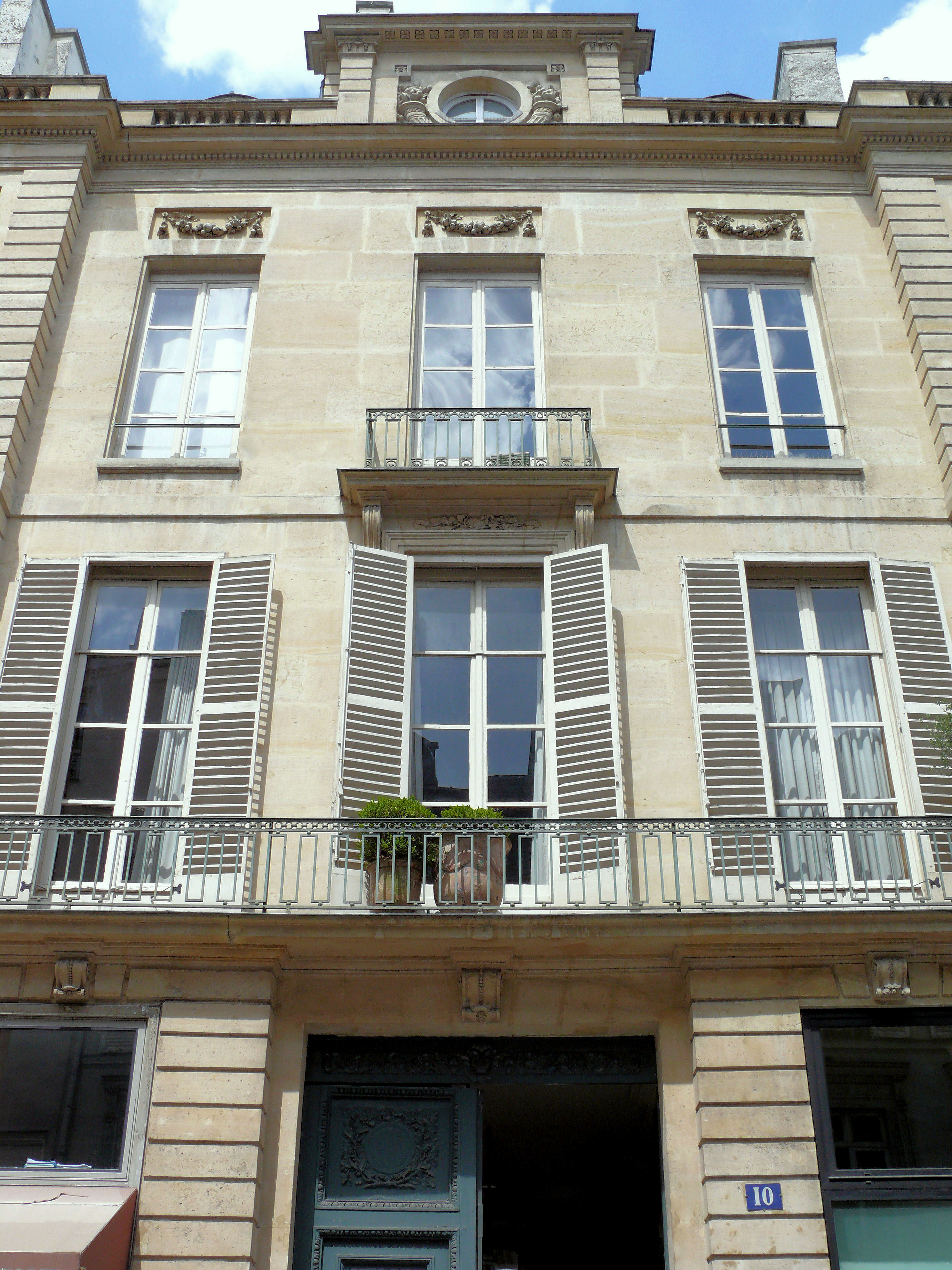
Façade de l'hôtel Le Duc de Biéville, au 10 rue de la Grange-Batelière à Paris.
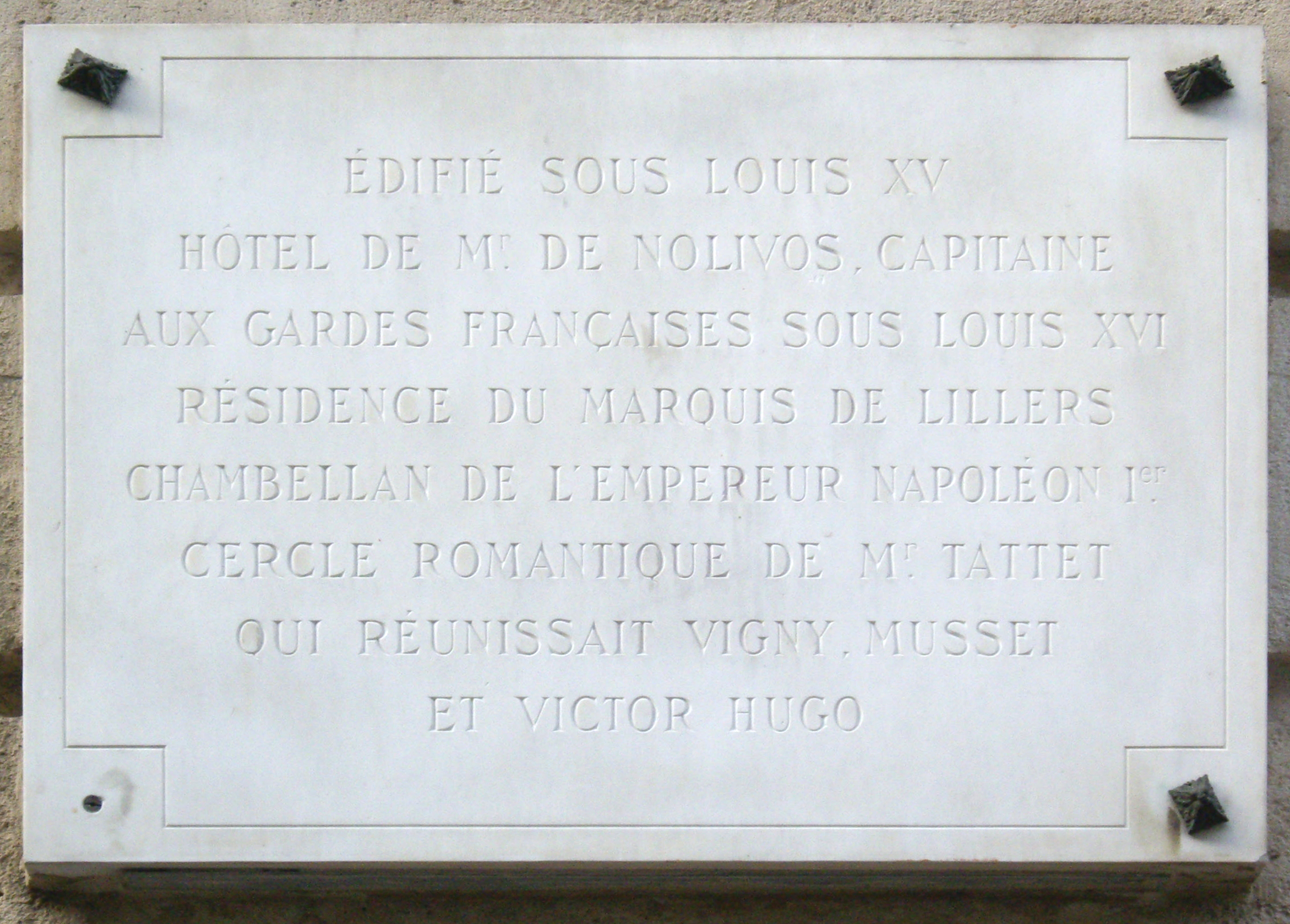
Plaque commémorative sur la façade.

### Gestion des plantations à distance

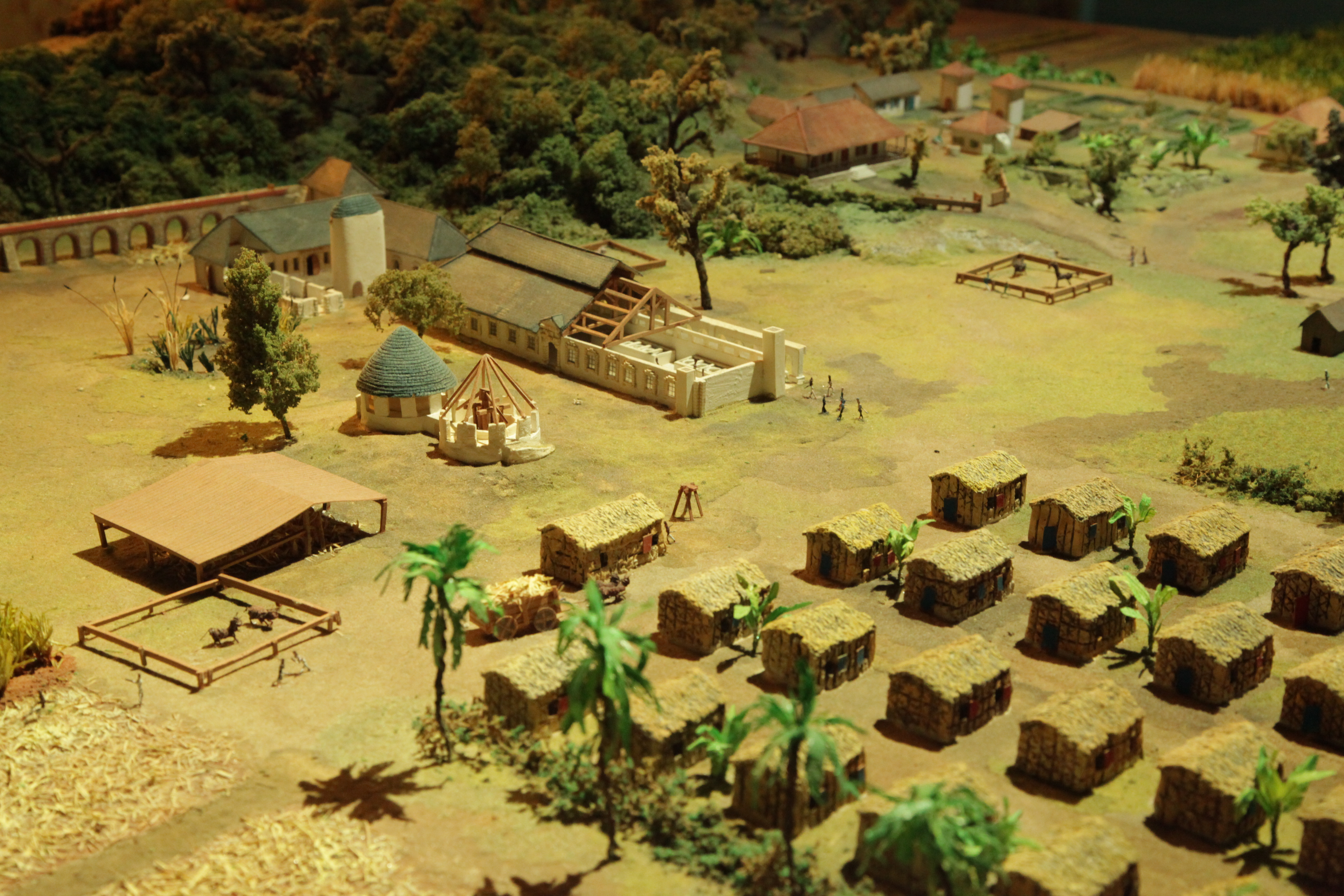
Maquette de la sucrerie Nolivos, située à Croix-des-Bouquets (musée d'Aquitaine, Bordeaux).

Le 28 mai 1773, le comte de Nolivos établit quatre procurations pour la gestion des nombreuses plantations que possèdent le couple à Saint-Domingue (sucrerie Nolivos de la Plaine du Cul-de-Sac à Croix-des-Bouquets, hatte de la Ravine du Grand Antoine, habitation Bellevue au quartier de la Charbonnière, hatte de l’Ermitage à la Montagne de la Charbonnière, habitation Chateauroux au quartier des Crochus (Croix-des-Bouquets), le Saut d’eau au quartier du Mirebalais, et l'habitation de l’Ester à Léogâne). À François Michel Collier, à qui est confiée la gestion de plusieurs habitation, il est indiqué qu'il « jouira des douceurs ordinaires des habitations, tant pour sa table et consommation personnelle que pour celles de l’hôpital », qu'il supportera le 10ème des pertes annuelles de nègres et bêtes, mais aura en revanche le 10ème sur les nègres et bêtes qui naîtront pendant son administration. Il sera aussi servi par trois domestiques de l’habitation, Agénor, nègre cuisiner de 19 ans, Jean Louis, mulâtre valet de 16 à 17 ans, et Alexis, nègre postillon de 17 à 18 ans, et il prendra à son choix une « négresse raisonnable » de l’habitation « pour lui servir de chambrière ». Enfin, l'expédition des sucres terrés produits sur les habitations est à la charge des consignataires Bethman et Desclaux, négociants à Bordeaux.
En 1775, le comte de Nolivos se voit attribuer une pension de 6 000 livres, preuve que la disgrâce n'a pas duré très longtemps.
Le 1er juillet 1777, Marie-Joséphine Arnoux, âgée de 18 ans, fille d'un bourgeois de Paris, dépose une plainte contre lui devant un commissaire au Châtelet de Paris où elle indique qu'elle est tombée "enceinte de ses œuvres" et qu'il l'a abandonnée. Le 4 octobre suivant, elle se rétracte, probablement à la suite d'un arrangement avec le comte de Nolivos.
Puis, le 2 novembre 1778, son esclave mulâtresse Charlotte accouche d'un fils à Fontenay-en-Brie. Le comte et la comtesse décident de les affranchir tous deux, voulant « les mettre hors de servitude ».
Le 21 août 1782, la comtesse décède à Paris. Le comte se retrouve veuf et sans enfant. Il continue à gérer ses plantations et, en 1792, l'habitation sucrière Nolivos, située à la Croix-des-Bouquets, compte notamment 178 esclaves (87 hommes, 67 femmes, 8 garçons et 16 filles). Parmi eux, 54 sont à l'hôpital de la plantation (30% de la main-d’œuvre), principalement en raison de leur entretien médiocre. On y trouve aussi des blessés de la bataille de la Croix-des-Bouquets. Sur l'habitation Chateauroux, ce dont 77 esclaves qui sont recensés en 1792.

### Fin de vie sur les terres familiales en Béarn
En juin 1790, Nolivos part s'installer dans la région d'origine de son père, au Béarn. Il loge dans un château (l'hostellerie du château) qu'il a fait construire à Sauveterre-de-Béarn à partir de 1775, au-dessus du gave, face aux Pyrénées. Une fois sur place, le comte et son neveu le marquis de Nolivos, se considèrent comme les maîtres de Sauveterre, avec « droit prohibitif de chasse et de pêche, et droit de banc dans le chœur de l'église ».
Le 7 novembre 1793, en tant qu'aristocrate, il est porté sur la liste des suspects, ainsi que son neveu le marquis de Nolivos, lui aussi prénommé Pierre Gédéon. Arrêté puis assigné à résidence, avec son neveu, il est remis en liberté le 3 brumaire an III (24/10/1794), mais a perdu ses privilèges aristocratiques.
À la même période, d'importantes révoltes d'esclaves secouent la colonie de Saint-Domingue, et en particulier son habitation sucrière Nolivos de Croix-des-Bouquets. Dès les premiers troubles dans la plaine en mars 1972, le gérant de Vézien est « obligé d'abandonner l'habitation devant l'insurrection générale des ateliers ». Deux des meneurs sont tués à la bataille de la Croix-des-Bouquets et un certain nombre blessés. En 1796, l'habitation ne compte plus que 116 esclaves, et leur valeur est très faible (2000 livres pour un esclave d'une trentaine d'années, 1000 livres à la quarantaine, 800 à 8 ans, 300 à 4 ans, 200 à 3 ans, ou encore 5 livres pour un infirme). Cette Révolution haïtienne, qui débouche sur la proclamation de l'indépendance d'Haïti en 1804, entraine la perte des plantations. Toutefois, elle n'affecte pas l'immense fortune des Nolivos, qui avaient investi dans l'immobilier à Sauveterre (hostellerie du château, etc.), Paris et Pau.
Le 6 décembre 1794, Pierre-Gédéon de Nolivos décède d'une « enflure de cuisse » à Pau, à l'âge de 80 ans.
En 1828, dans le cadre de l'Indemnisation des anciens propriétaires d'esclaves par la république d'Haïti, les héritiers du comte (ses deux neveux et ses trois nièces), toucheront chacun la somme de 4 654 Francs or, en dédommagement de la perte de leurs plantations et esclaves causée par la Révolution haïtienne. Joseph-Amédée de Marcombe, neveu et seul héritier de la comtesse, touchera lui la somme de 133 973 Francs or.

## Hommage et postérité

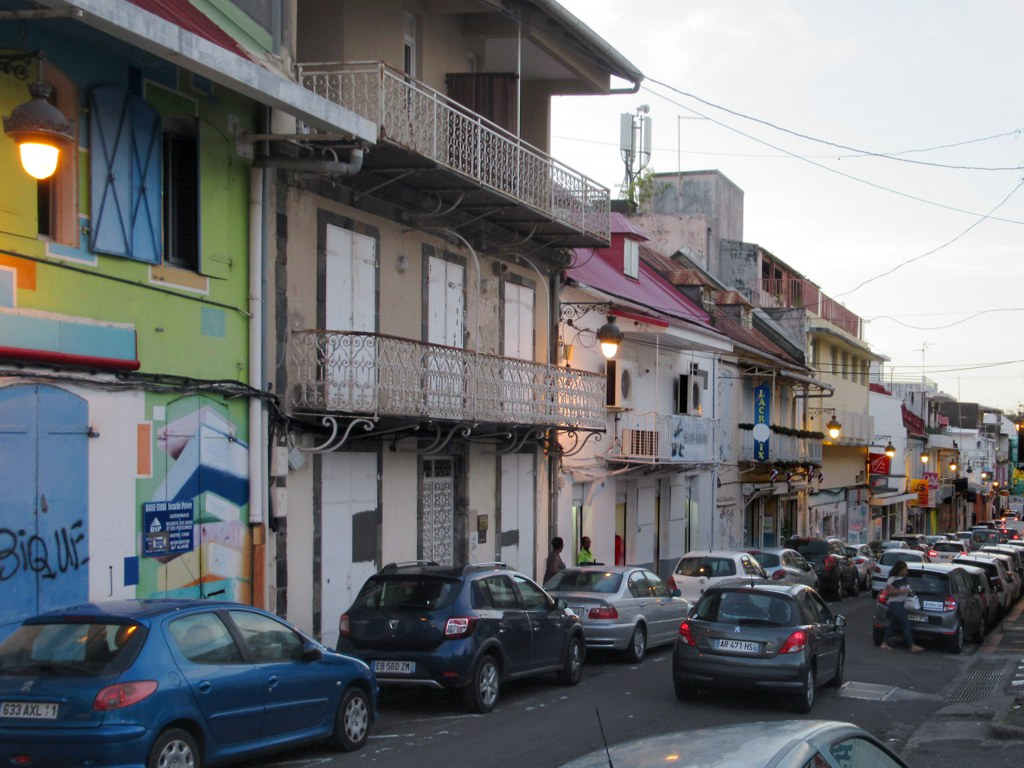
Rue de la Cours Nolivos à Basse-Terre.

Une rue et une place portent son nom, Rue de la Cours Nolivos et Place du Cours-Nolivos, dans la commune de Basse-Terre en Guadeloupe.
Une maquette de la plantation sucrière de Nolivos située à Croix-des-Bouquets est visible au musée d'Aquitaine de Bordeaux.